# Batalla de Cassano (1705)
La batalla de Cassano se libró el 16 de agosto de 1705 durante la Guerra de Sucesión Española en Cassano (norte de Italia). Aunque los dos bandos sufrieron cuantiosas pérdidas, los franceses se llevaron la victoria.

## Antecedentes
En 1705, el ejército del Duque de Vendôme, que había recibido refuerzos, intentó someter a Víctor Amadeo II de Saboya, que recientemente se había aliado con los austriacos. Dicho intento parecía que iba a lograr su propósito con la toma de Chivasso el 29 de julio, hasta que el duque de Saboya pidió al Emperador que acudiera en su ayuda. El Príncipe Eugenio de Saboya que iba al mando de tales refuerzos, tuvo que enfrentarse con el Duque de Vendôme, quien se dejó sorprender en las orillas del río Adda por el feroz ataque de Eugenio de Saboya, pero este no lo pudo cruzar, más bien por la profundidad del río que por la resistencia de los franceses, y decidió desviar el ataque hacia Cassano.

## La batalla
Aunque el Luis José de Borbón, Duque de Vendôme avanzó hacia él a marchas forzadas, Eugenio de Saboya no cambió por ello de idea, sino que atacó tan violentamente al ejército francés que desbarató sus filas y les hizo retroceder hacia el río. Los franceses volvieron a la carga y obligaron a los Imperiales a que lo cruzaran de nuevo. A pesar de los esfuerzos del Duque de Vendôme, que se puso dos veces a la cabeza de sus tropas para dirigirlas al combate, las fuerzas francesas tuvieron que retroceder detrás del Adda.
El combate no fue menos intenso en el ala derecha de los franceses, donde varios batallones se vieron forzados a la retirada, pero los austriacos no pudieron proseguir el ataque porque las armas se habían mojado al cruzar el río. Fueron rechazados y muchos murieron ahogados.
En vista de que los austriacos no conseguían atravesar el río, el combate terminó finalmente con ventaja para los franceses y Eugenio de Saboya ordenó el repliegue. La batalla duró de la 1 a las 5 de la tarde.

## Consecuencias
Las tropas imperiales no fueron perseguidas y se retiraron a Treviglio. Eugenio de Saboya mandó por la noche que los heridos fueran trasladados a Palazzuolo, donde se contaron 4.347 heridos. En el campo de batalla quedaron 6.584 muertos y 1.942 fueron hechos prisioneros. Entre los heridos estaban el príncipe José de Lorena y el príncipe de Wurtemberg, falleciendo ambos poco después. También resultó herido el mismo Eugenio de Saboya.
La resistencia francesa en Cassano desbarató todos los dispositivos que había tomado Eugenio de Saboya para ocupar el Piamonte y acudir en socorro del Duque de Saboya, obligando a que los Imperiales establecieran allí sus cuarteles de invierno, lo cual ofreció al Duque de Berwick la oportunidad de terminar dicha campaña con la toma y posterior destrucción del castillo de Niza el 4 de enero de 1706, privando así al Duque de Saboya de toda posibilidad de recibir refuerzos.
- Datos: Q552574
- Multimedia: Battle of Cassano / Q552574